# Guarbecque
Guarbecque (flämisch: Gaverbeke) ist eine französische Gemeinde mit 1.375 Einwohnern (Stand: 1. Januar 2022) im Département Pas-de-Calais in der Region Hauts-de-France. Sie gehört zum Arrondissement Béthune und zum Kanton Aire-sur-la-Lys. 

## Geographie
Die Gemeinde Guarbecque liegt 14 Kilometer nordnordwestlich von Béthune am Canal d’Aire. Umgeben wird Guarbecque von den Nachbargemeinden Saint-Venant im Norden und Nordosten, Busnes im Osten und Süden, Ham-en-Artois im Süden und Südwesten sowie Isbergues im Westen.

## Bevölkerungsentwicklung
| Jahr             | 1962 | 1968 | 1975 | 1982 | 1990 | 1999 | 2006 | 2012 | 2022 |
| Einwohner        | 1118 | 1171 | 1270 | 1373 | 1299 | 1268 | 1378 | 1429 | 1375 |
| Quellen: Cassini |      |      |      |      |      |      |      |      |      |

## Sehenswürdigkeiten

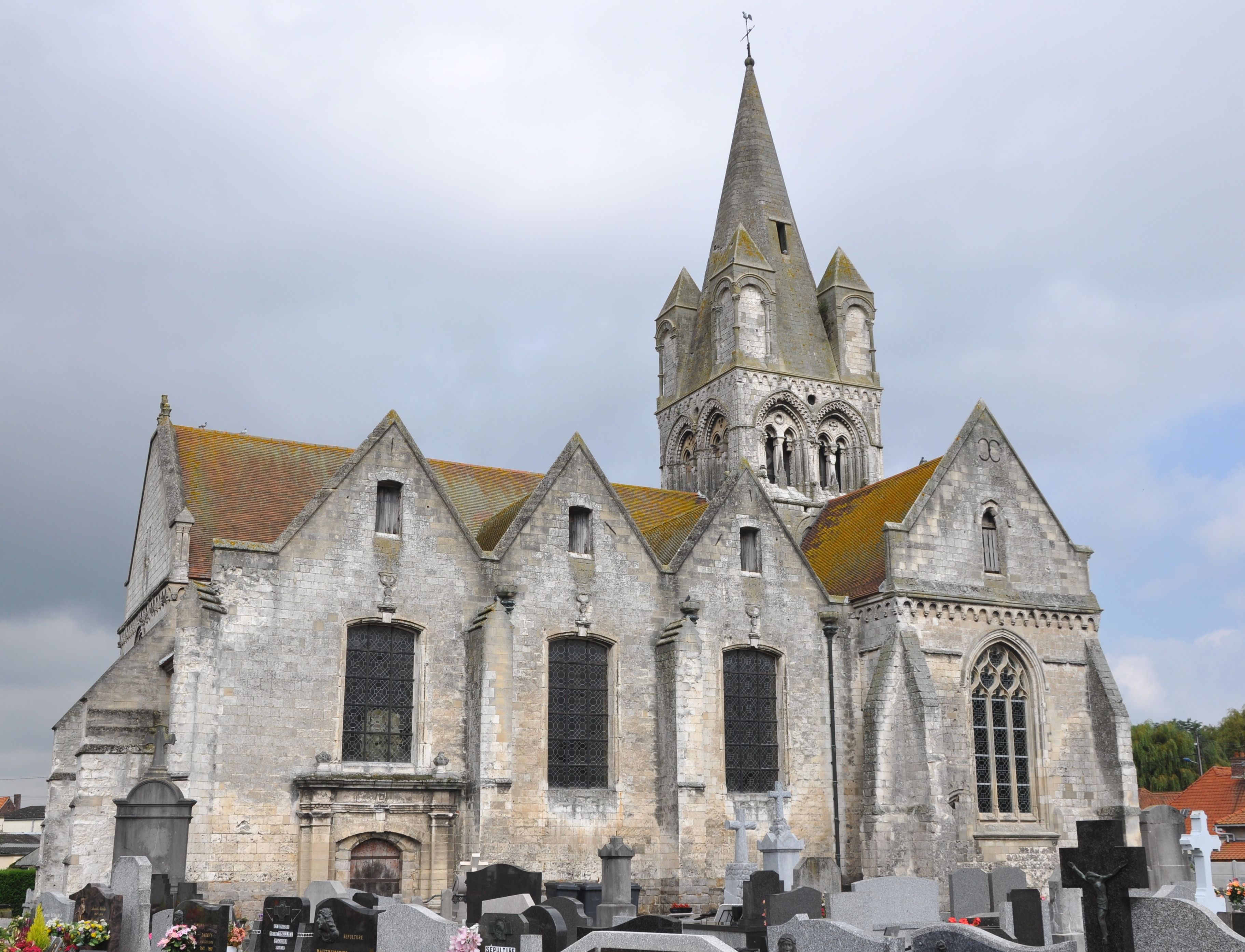
Kirche Saint-Nicolas
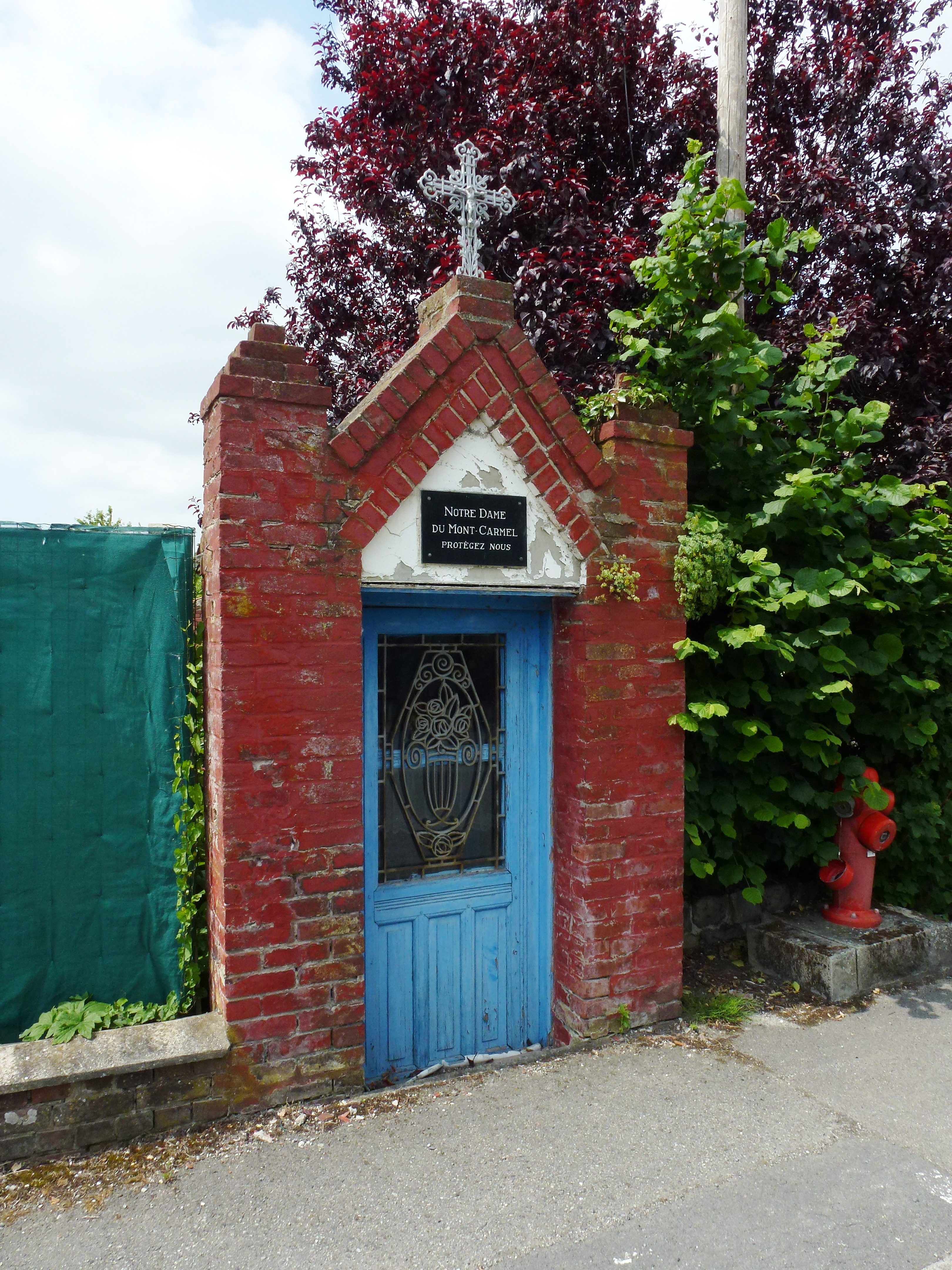
Kapelle Notre-Dame-du-Mont-Carmel
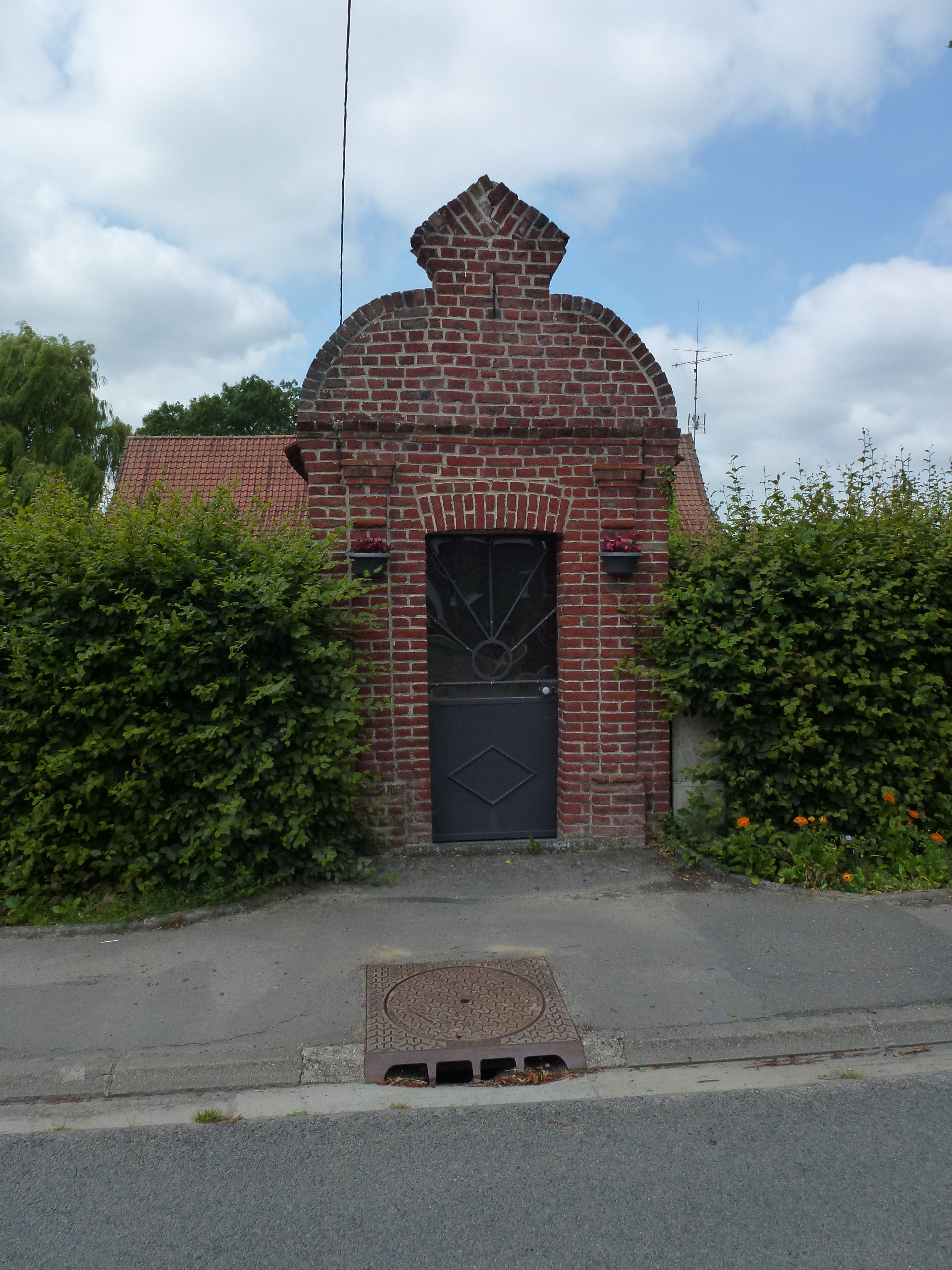
Kapelle Sainte-Thérèse
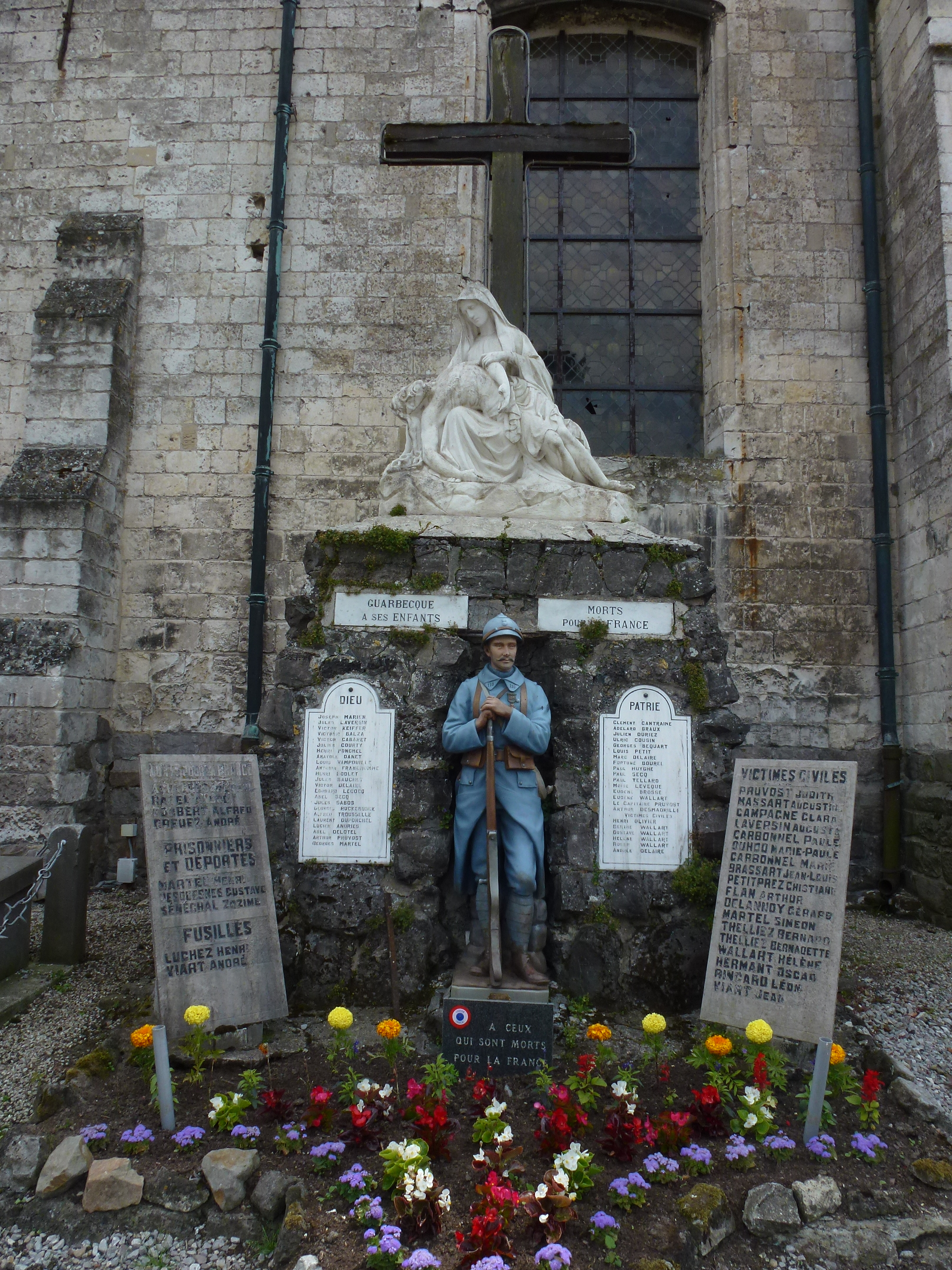
Gefallenendenkmal
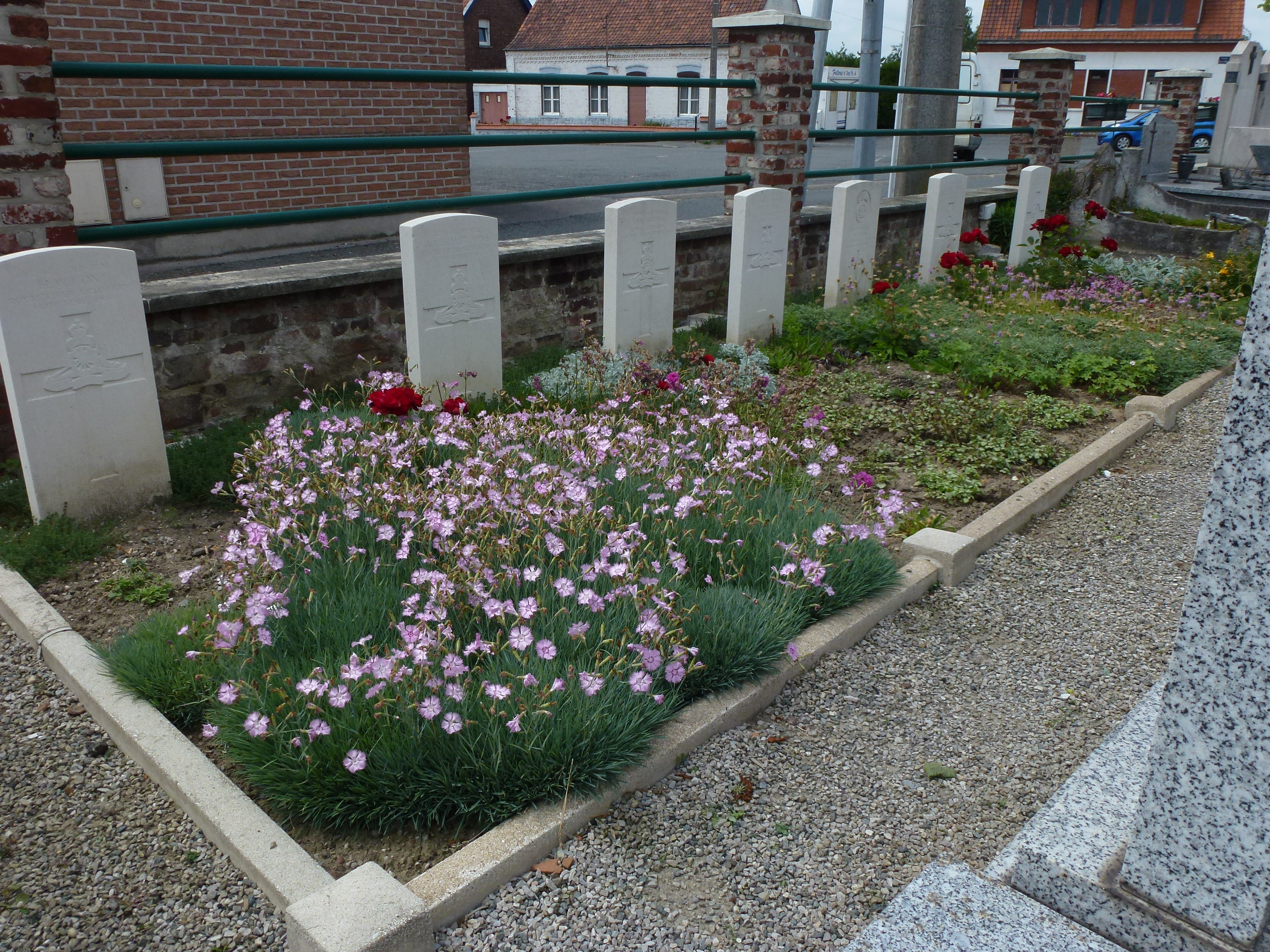
britische Soldatengräber

- Kirche Saint-Nicolas
- Kapelle Notre-Dame-du-Mont-Carmel
- Kapelle Sainte-Thérèse
- Gefallenendenkmal
- Britische Soldatengräber